# Parotocinclus maculicauda
Parotocinclus maculicauda är en fiskart som först beskrevs av Steindachner, 1877.  Parotocinclus maculicauda ingår i släktet Parotocinclus och familjen Loricariidae. Inga underarter finns listade i Catalogue of Life.